# Устаев, Алексей Якубович
Алексей Якубович Устаев (род. 12 апреля 1960 года) ― предприниматель, финансист и инвестор. В 1988 году основал первый в истории современной России коммерческий банк «Викинг».
С 1984 года работал на предприятии Ленгидроэнергострой, принимал участие в строительстве комплекса сооружений для защиты города от наводнений.
В 1987 году занялся предпринимательской деятельностью, стал генеральным директором советско-шведского банка «Викинг» и председателем производственного кооператива «Вера».
1988 – 2014 годы — Председатель Правления Банка «Викинг» (до 1991 года – Кооперативный банк «Патент»).
2014 – 2023 годы — Президент, член Совета Директоров коммерческого акционерного банка «Викинг». 

## Биография
Алексей Якубович Устаев родился 12 апреля 1960 года в Ташкенте. Отец и мать бухарские евреи, педагоги. Мать — Ида Юсуповна Кандинова (1936 — 1980) – преподаватель русского языка и литературы, завуч школы № 125 в Ташкенте, директор Дома пионеров им. Н.К.Крупской.
По материнской линии Алексей Устаев является внуком Юсупа Шимуновича Кандинова (1906—1978) — узбекского педагога, ветерана Великой Отечественной войны, просветителя и общественного деятеля. Юсуп Кандинов происходил из семьи бухарских евреев: по отцу — из рода Кандин, по матери — из рода Калонтаровых-Норматовых.
Род Кандин играл значительную роль в истории еврейской общины Бухары. Одним из наиболее известных представителей этого рода был Аарон Моше Кандин (1822—1909) — купец, казначей (министр финансов) эмирата Бухары и глава еврейской общины во второй половине XIX века, благотворитель и меценат.
Через своего деда Юсупа Кандинова Алексей Устаев является прямым потомком Аарона Кандина.

## Образование
В 1982 году окончил Ташкентский политехнический институт по специальности «инженер-строитель». В 1994 году окончил Межведомственный институт повышения квалификации при Санкт-Петербургском университете экономики и финансов по специальности «финансы и кредит», специализация ― «банковское дело». В 2004―2007 ― учёба в аспирантуре в Санкт-Петербургском университете экономики и финансов. В 2007 году защитил диссертацию на тему «Мониторинг клиентов как элемент системы банковского кредитования», после чего ему была присвоена учёная степень кандидата экономических наук.

## Создание первого российского коммерческого банка
В августе 1988 года первый частный коммерческий банк в истории современной России ― Викинг был учреждён в Санкт-Петербурге на экспериментальной основе. Банку была выдана лицензия № 2 (первая лицензия была получена банком в Казахстане, который закрылся в 1990-е годы). С открытием банка началось формирование банковской системы в новой России. Алексей Устаев собрал команду из таких государственных деятелей, как Анатолий Курков (бывший начальник центрального совета МВД в Ленинграде), Валерий Заборов (бывший помощник прокурора Ленинградской области), Николай Сергиенко (бывший заместитель начальника городской налоговой инспекции), Леонид Перекрестов (генерал-майор милиции), Виктор Халанский (основатель современной банковской системы в Санкт-Петербурге, в 1990―1996 годах ― начальник главного управления Центрального банка РСФСР в Ленинграде и Санкт-Петербурге), а также ряд других влиятельных лиц.
С момента создания Банка «Викинг» Алексей Устаев определял основные принципы его деятельности: активная работа в реальном секторе экономики, полный отказ от рискованных операций и индивидуальный подход к каждому клиенту.

## Работа с промышленными предприятиями
Компания Алексея Устаева в основном работает в сфере инвестиционного кредитования предприятий реального сектора экономики.
Внутри банка «Викинг» Алексей Устаев разработал свою собственную систему обслуживания корпоративных клиентов ― промышленных предприятий ― с целью защиты бизнеса от внешних рисков. Двухъярусная модель включает в себя, во-первых, команду специалистов финансового профиля, работающих в самом Викинге, и, во-вторых, ряд узкоспециализированных компаний, которые были специально созданы и привлечены на условиях аутсорсинга для оказания юридических, экономических, налоговых, консалтинговых, IT, бизнес-услуг по обслуживанию, обеспечению экономической безопасности и страхованию предприятий. Банк проводит мониторинг статуса заёмщиков не только на стадии выдачи кредитов, но также в ходе реализации их бизнес-планов в меняющихся рыночных условиях.
Данная система позволила Викингу внедрить новый подход к организации и регулированию процесса кредитования предприятий. Банк отказался играть пассивную роль в качестве поставщика заёмных средств и стал вместо этого полноправным партнером, заинтересованным в улучшении финансового положения и расширении бизнеса своих клиентов.
Банк сотрудничает с предприятиями лёгкой промышленности, гостиничного бизнеса, торговли и сектора услуг, промышленности и ряда других отраслей экономики.

## Общественная деятельность
С 2004 года ― академик Санкт-Петербургской инженерной Академии.В 2004―2006 годах ― президент Санкт-Петербургской шахматной Федерации. С 2007 года ― президент Ассоциации федераций шахмат Северо-западного федерального округа.

## Награды
- Медаль Президента Словацкой Республики (29 января 2014 года)[15].
- Крест Президента Словацкой Республики II степени (31 мая 2003 года)[16],